# Хлебна млечница
Хлебната млечница, наричана също хлебенка, суроватка или просеник (Lactarius volemus), е вид ядлива базидиева гъба от семейство Russulaceae.

## Описание
Шапката достига до 15 cm в диаметър. В ранна възраст е изпъкнала с плосък връх, а в напреднала възраст става разперена, с вдлъбнатина в средата, суха и най-често фино кадифена. На цвят бива жълто-кафява, оранжево-кафява до червено-кафява или керемиденочервена. Пънчето е цилиндрично, плътно, трошливо, по принцип с цвета на шапката, но много често в доста по-светли нюанси. Месото е дебело, крехко, белезникаво или светложълтеникаво на цвят, като при нараняване леко потъмнява. Има приятен вкус и мирис, понякога определян като рибен. При нараняване изпуска изобилен млечен сок, леко потъмняващ на въздуха, нелютив и лепкав. Гъбата е ядлива и има добри вкусови качества. Може да се консумира прясна или консервирана.

## Местообитание
Среща се през юни – октомври в различни типове широколистни и смесени гори. Расте в микориза с широколистни дървета, най-често дъб, бук или кестен.